# Neocompsa lineolata
Neocompsa lineolata är en skalbaggsart som först beskrevs av Bates 1870. Neocompsa lineolata ingår i släktet Neocompsa och familjen långhorningar.
Artens utbredningsområde är:
- Costa Rica.
- Panama.

Inga underarter finns listade i Catalogue of Life.